# Голландский домик Петра I (Коломенское)
Голландский домик Петра I — один из экспонатов московского музея-заповедника Коломенское, полноразмерный экстерьерный и интерьерный макет домика Петра I в Заандаме. Подарен России правительством Королевства Нидерландов в рамках проведения в 2013 году перекрёстного года российско-нидерландского сотрудничества. Возведен на территории музея-заповедника силами 101-го инженерного батальона города Везепа вооружённых сил Нидерландов.

## История макета
Макет воспроизводит в подлинных размерах домик Петра I в Заандаме, который является старейшим деревянным домом в Нидерландах. «Оригинал» был построен в 1632 году из деревянных деталей отслуживших свой век судов и представляет собой образец дешёвого жилья моряков и рабочих в Голландии середины XVII века. В 1697 году в домике, принадлежавшем в то время морскому кузнецу Герриту Кисту, в течение недели проживал царь Пётр I, находившийся в то время в Голландии в составе «Великого посольства».
Как историческая реликвия, домик был сохранён и в данный момент является старейшим деревянным домом в Нидерландах. Точная копия здания, собранная, правда, с использованием современных технологий, была создана летом 2013 года специалистами 101-го инженерного батальона города Везепа вооружённых сил Голландии, после чего в разобранном виде отправлена морем в Россию. Копия домика Петра I прибыла в Санкт-Петербург 24 сентября 2013 года, в пяти контейнерах, на борту двух боевых кораблей ВМС Нидерландов — фрегата «Семь провинций» и сторожевого корабля «Фрисланд».

## Возведение в Москве
В начале октября макет был доставлен в Москву автомобильным транспортом, после чего была начата его сборка в музее-заповеднике «Коломенское». Местом для установки макета была выбрана зона вблизи реки Жужа, в непосредственной близости от экспонатов Музея деревянного зодчества. Строительные работы по сборке и установке копии домика велись военными инженерами 101-го инженерного батальона города Везепа вооружённых сил Королевства Нидерланды с участием от Российских вооружённых сил подразделения 45-й отдельной инженерной бригады Западного военного округа, дислоцированной в подмосковном Нахабино.
12 ноября 2013 года состоялась торжественная церемония открытия Голландского домика Петра I. В церемонии открытия принял участие начальник инженерных войск Вооружённых Сил РФ генерал-лейтенант Юрий Ставицкий.
Таким образом, в музее-заповеднике «Коломенское» представлено сразу два домика Петра I, отражающих разные этапы жизни царя - голландский домик и перенесенный сюда в 30-е годы прошлого века архангельский домик Петра Первого, в котором он жил во время строительства кораблей в районе Архангельска.

## Экспозиция
Экспозиция домика создана специалистами Московского государственного объединённого музея-заповедника при участии Заанского музея Нидерландов.

### Наружный облик
Постройка, являющаяся частью экспозиции, полностью повторяет домик Петра Великого в голландском Заандаме. Она представляет собой два сруба с прирубом, соединённые сенями. Домик с низкими дверями и потолками сложен из толстых бревен. Необычны также спаренные окна и скругленные входные двери, характерные для корабельных кают начала XVIII столетия.

### Внутреннее пространство
В двух небольших комнатах площадью 42 кв.м повторяются фрагменты необычного интерьера домика-оригинала. Реставраторы воссоздали камин с настоящей делфтской керамической плиткой, затонировали колером светлое дерево в темный цвет, создав, таким образом, атмосферу конца XVII века. Интересно и спальное место Петра I, представляющее собой  деревянную нишу с дверцами, затянутыми тканью.
На массивном деревянном рабочем столе - макет старинного голландского военного судна, карты, чертежи, рабочие записи, книги по морскому делу, которые по приказу Петра I стали издавать в России после возвращения его из Голландии. Первый русский навигационный атлас, издание которого организовал Крюйс, был напечатан на голландском и русском языках.
Уникальным экспонатом коллекции является раритет того времени - кованая оконная петля XVII века, которую обнаружили в 2013 году при укреплении фундамента в ходе проведения реставрационных работ подлинного домика в Заандаме. Дирекция Заанского музея подарила её представителям «Коломенского» в честь открытия домика-копии.
В экспозиции – портреты Петра I и его жены Екатерины I, произведения графики, икона Спаса Нерукотворного – святыня сопровождала царя в военных походах.
Мультимедийная часть экспозиции посвящена истории Великого посольства – дипломатической миссии России в Западную Европу, предпринятой Петром I в 1697-1698 гг. На интерактивной карте отмечен подробный маршрут Великого посольства, а также страны и города, в которых побывал Петр I, изучая их опыт для будущего преобразования России.
Специальный раздел электронной экспозиции посвящен пребыванию Петра I в Коломенском – любимой подмосковной резиденции русских царей. Документальный фильм в рамках экспозиции рассказывает об истории появления копии голландского домика на берегу реки Жужи.